# Mirabel-aux-Baronnies
Mirabel-aux-Baronnies é uma comuna francesa na região administrativa de Auvérnia-Ródano-Alpes, no departamento de Drôme. Estende-se por uma área de 22,56 km². Em 2010 a comuna tinha 1 620 habitantes (densidade: 71,8 hab./km²).